# Agrale
Agrale S.A. ist ein brasilianischer Automobilhersteller mit Sitz in Caxias do Sul. Das 1962 gegründete Unternehmen betreibt drei Produktionsstandorte in Brasilien und ein Werk in Argentinien. Die Absatzmärkte erstrecken sich über Süd- und Mittelamerika, den Nahen Osten und Teile von Afrika. Zudem gibt es ein Vertriebsnetz in der Türkei.

## Geschichte
Im Jahr 1962 wurde die Firma Agrisa-Indústria Gaúcha de Implementos Agrícolas S.A. (kurz Agrisa) gegründet und mit der Herstellung von Einachsschleppern und Dieselmotoren in Lizenz begonnen. Lizenzgeber waren die deutschen Unternehmen Bungartz und Hatz. Aufgrund technischer und finanzieller Schwierigkeiten geriet die noch junge Firma in wirtschaftliche Schieflage und wurde nach drei Jahren von der Francisco Stédile Group übernommen. Diese Investorengruppe änderte den Namen in Agrale S.A. und verlagerte die Produktion nach Caxias do Sul im Süden des Landes. Die Zusammenarbeit mit Bungartz und Hatz wurde anschließend fortgesetzt.
1968 führte Agrale den Kleintraktor T-415 ein, der als Meilenstein in der Mechanisierung der brasilianischen Kleinbauern gilt. In den folgenden beiden Jahrzehnten erweiterte Agrale sein Produktangebot, indem es Klein-Lkw und Motorräder (unter Cagiva-Lizenz) baute. Im Jahr 1988 schloss Agrale einen Lizenzvertrag mit Kloeckner Humboldt Deutz und ihrer argentinischen Tochtergesellschaft ab. Dieser Vertrag sah die Produktion von Großtraktoren unter dem Namen Agrale Deutz in Brasilien und die Produktion von Lkw (als Deutz Agrale) in Argentinien vor.
1997 begann die Zusammenarbeit mit der tschechischen Firma Zetor, was Agrale eine breite Palette moderner Standardtraktoren verschaffte. Die Herstellung von Geländewagen nahm 2004 mit dem Modell Marruá ihren Anfang.

## Produkte
Das Unternehmen fertigt zum einen Traktoren in unterschiedlichen Größen- und Leistungsklassen. Zum anderen bietet Agrale kleinere Lkws und Busse an. Darüber hinaus werden Geländewagen für militärische und zivile Zwecke gebaut.

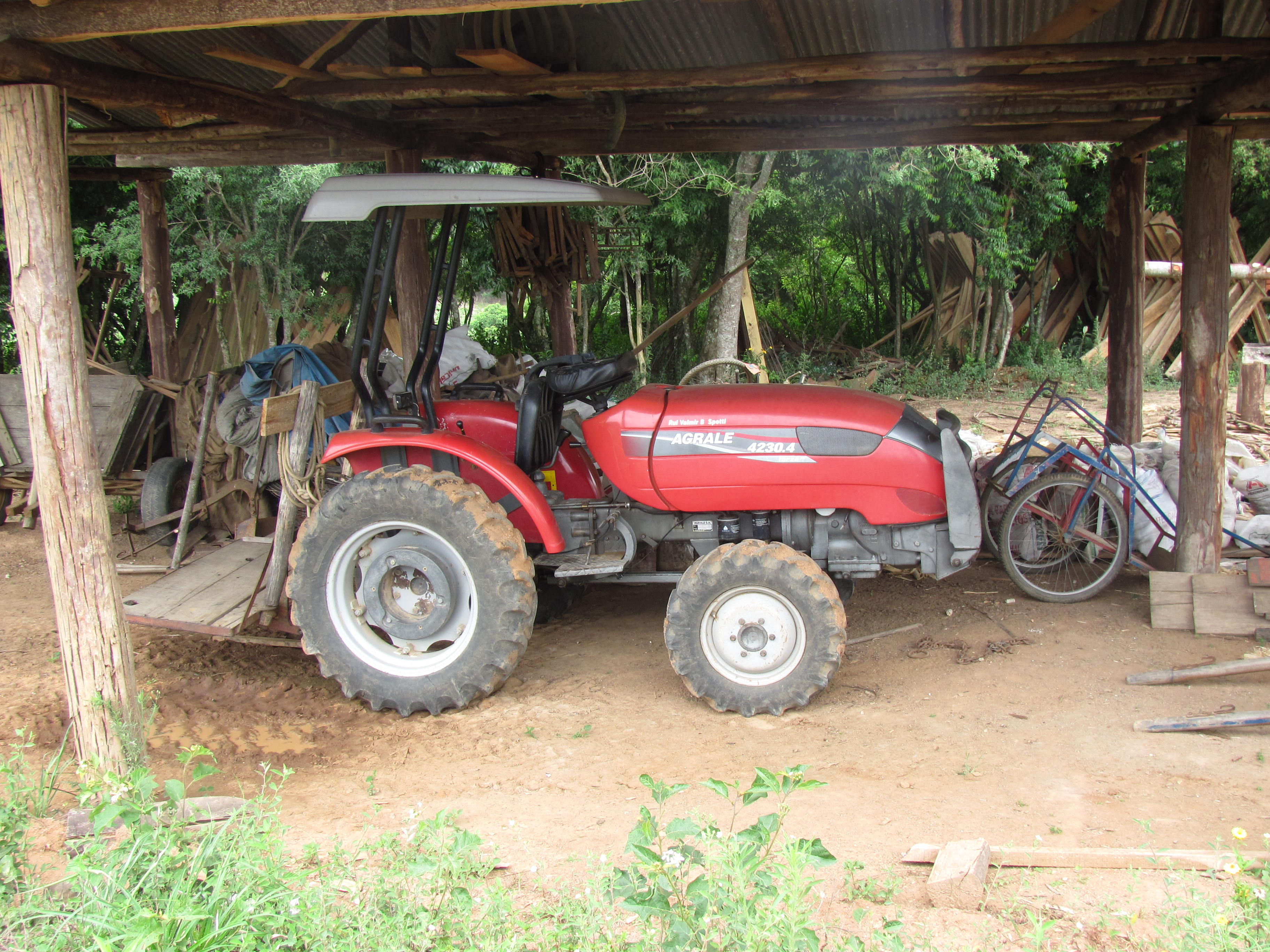
Traktoren
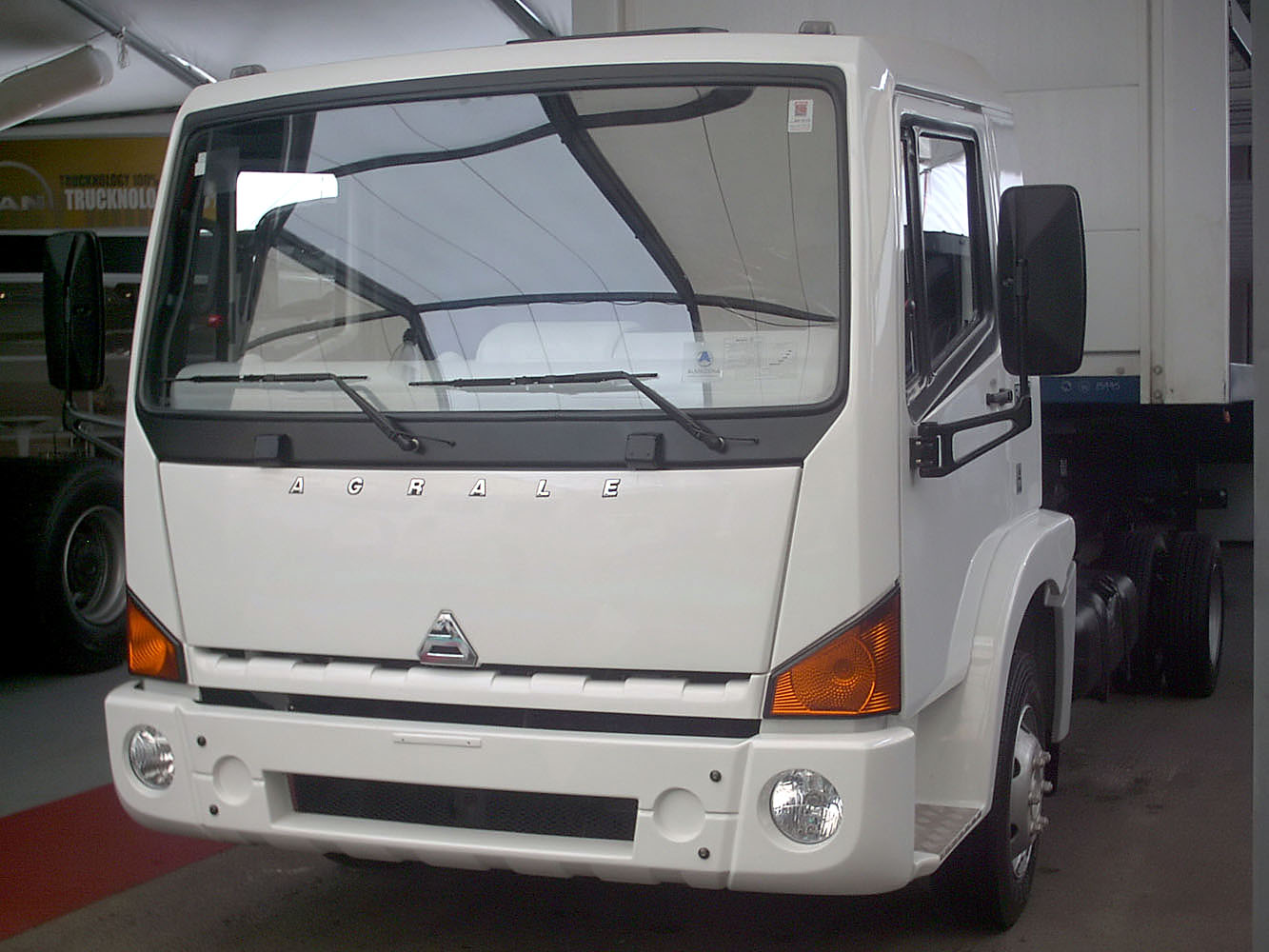
Lkw
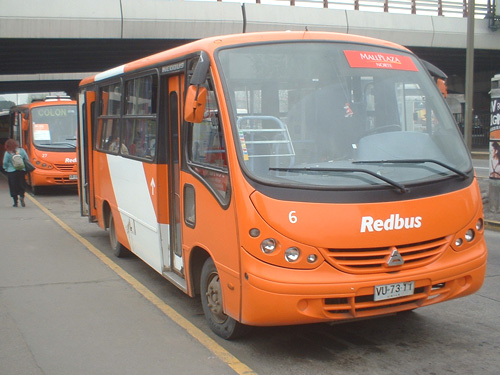
Busse
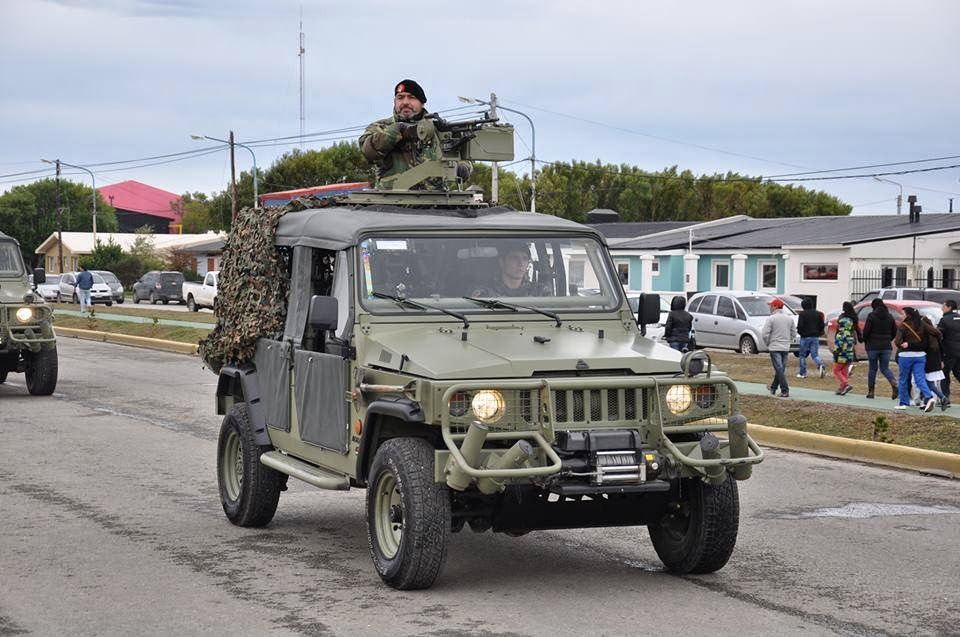
Geländewagen